# Galium megacyttarion
Galium megacyttarion là một loài thực vật có hoa trong họ Thiến thảo. Loài này được R.R.Mill mô tả khoa học đầu tiên năm 1996.